# Konstanca Aragonska, gospa Villene
Za poznatiju infantu Aragonije istog imena, pogledajte Konstanca Aragonska.
Gospa Konstanca Aragonska (aragonski: Constanza) (1239. – 1269.) bila je aragonska infanta (princeza).

## Biografija
Infanta Konstanca je rođena 1239. godine.
Njezina majka je bila kraljica Jolanda Ugarska. Preko Jolande, Konstanca je bila unuka Andrije II., koji je bio kralj Ugarske i Hrvatske.
Jolandin muž, kralj Jakov I. Osvajač, bio je otac Konstance. Preko njega je Konstanca bila unuka kralja Petra II. Katoličkog.
U Soriji, 1260., Konstanca se udala za princa Kastilje Manuela, postavši tako infanta Kastilje.
Konstanca je mužu rodila prvo sina Alfonsa Manuela, možda čak iste godine kad se udala. On je umro u Montpellieru 1276.
Drugo dijete Don Manuela i Konstance bila je kći, Doña Violanta Manuel.
Konstanca je umrla prije muža, 1269.